# Tempo (entreprise)
 (juin 2024).
La mise en forme du texte ne suit pas les recommandations de Wikipédia : il faut le « wikifier ».
Les points d'amélioration suivants sont les cas les plus fréquents. Le détail des points à revoir est peut-être précisé sur la page de discussion.
- Les titres sont pré-formatés par le logiciel. Ils ne sont ni en capitales, ni en gras.
- Le texte ne doit pas être écrit en capitales (les noms de famille non plus), ni en gras, ni en italique, ni en « petit »…
- Le gras n'est utilisé que pour surligner le titre de l'article dans l'introduction, une seule fois.
- L'italique est rarement utilisé : mots en langue étrangère, titres d'œuvres, noms de bateaux, etc.
- Les citations ne sont pas en italique mais en corps de texte normal. Elles sont entourées par des guillemets français : « et ».
- Les listes à puces sont à éviter, des paragraphes rédigés étant largement préférés. Les tableaux sont à réserver à la présentation de données structurées (résultats, etc.).
- Les appels de note de bas de page (petits chiffres en exposant, introduits par l'outil «  Source ») sont à placer entre la fin de phrase et le point final[comme ça].
- Les liens internes (vers d'autres articles de Wikipédia) sont à choisir avec parcimonie. Créez des liens vers des articles approfondissant le sujet. Les termes génériques sans rapport avec le sujet sont à éviter, ainsi que les répétitions de liens vers un même terme.
- Les liens externes sont à placer uniquement dans une section « Liens externes », à la fin de l'article. Ces liens sont à choisir avec parcimonie suivant les règles définies. Si un lien sert de source à l'article, son insertion dans le texte est à faire par les notes de bas de page.
- La présentation des références doit suivre les conventions bibliographiques. Il est recommandé d'utiliser les modèles {{Ouvrage}}, {{Chapitre}}, {{Article}}, {{Lien web}} et/ou {{Bibliographie}}. Le mode d'édition visuel peut mettre en forme automatiquement les références.
- Insérer une infobox (cadre d'informations à droite) n'est pas obligatoire pour parachever la mise en page.

Pour une aide détaillée, merci de consulter Aide:Wikification.
Si vous pensez que ces points ont été résolus, vous pouvez retirer ce bandeau et améliorer la mise en forme d'un autre article.
Pour les articles homonymes, voir Tempo (homonymie).
 (novembre 2021).
Si vous disposez d'ouvrages ou d'articles de référence ou si vous connaissez des sites web de qualité traitant du thème abordé ici, merci de compléter l'article en donnant les références utiles à sa vérifiabilité et en les liant à la section « Notes et références ».
Tempo ou plus complètement Vidal & Sohn Tempo-Werke GmbH, était un constructeur automobile allemand installé à Hambourg. La société était bien connue en Allemagne, produisant des fourgons populaires comme le Matador et le Hanseat mais également de petits véhicules militaires dans les années 1930 et 1940.

## Histoire
La société Tempo-Werke a été créée en 1924 par Oscar Vidal sous le nom "Vidal & Sohn Tempo-Werke". À la suite d'une loi de 1928, les véhicules à moteur de moins de quatre roues et d'une cylindrée inférieure à 200 centimètres cubes pouvaient être conduits sans permis et étaient détaxés,. Cette disposition a fait croire très fortement la demande de ce type de véhicules en Allemagne.
Le premier Tempo T1 a été créé en 1928 dans un magasin de charbon, un tricycle avec la zone de chargement devant le siège du conducteur, entraîné par un moteur JLO. Les premiers véhicules fabriqués en interne étaient les T6 et T10.
À partir de 1933, outre le tricycle, qui dispose désormais d'une cabine de conduite fermée devant la plate-forme de chargement, des berlines décapotables à quatre roues et des petites fourgonnettes de livraison avec caisses sont également fabriqués.
Au cours des années 1940, Tempo a produit de petits véhicules militaires. Après-guerre, l'exigence du Bundesgrenzschutz, en Allemagne de l'Ouest, d'acquérir un véhicule approprié pour les patrouilles frontalières a conduit à la production des Tempo 80 et 86 de 1953 à 1957. Ces véhicules ont été construits sur la base d'un châssis de Land Rover. Un projet de modèles supérieurs 88 et 109 n'a pas abouti.

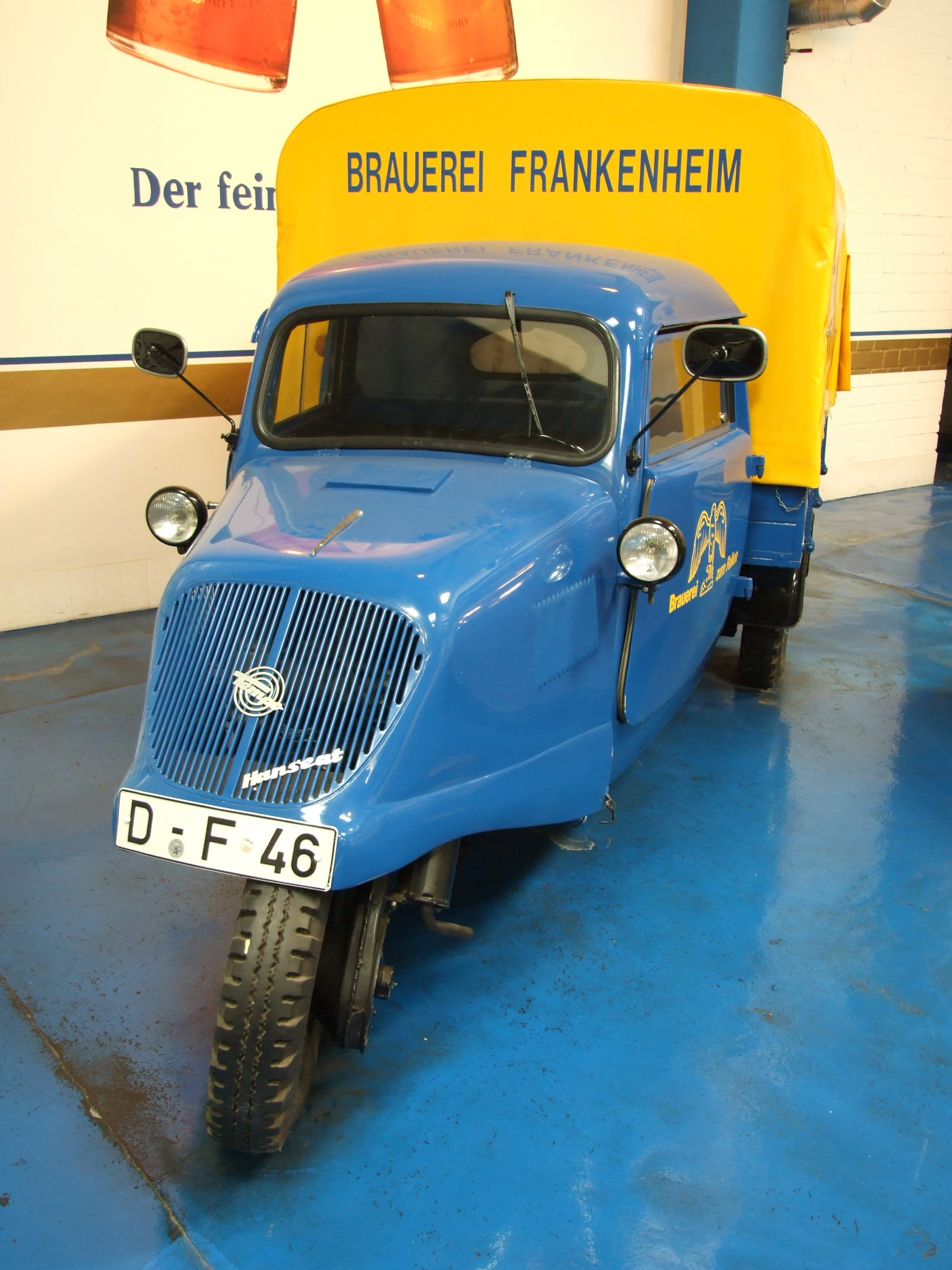
Tempo Hanseat

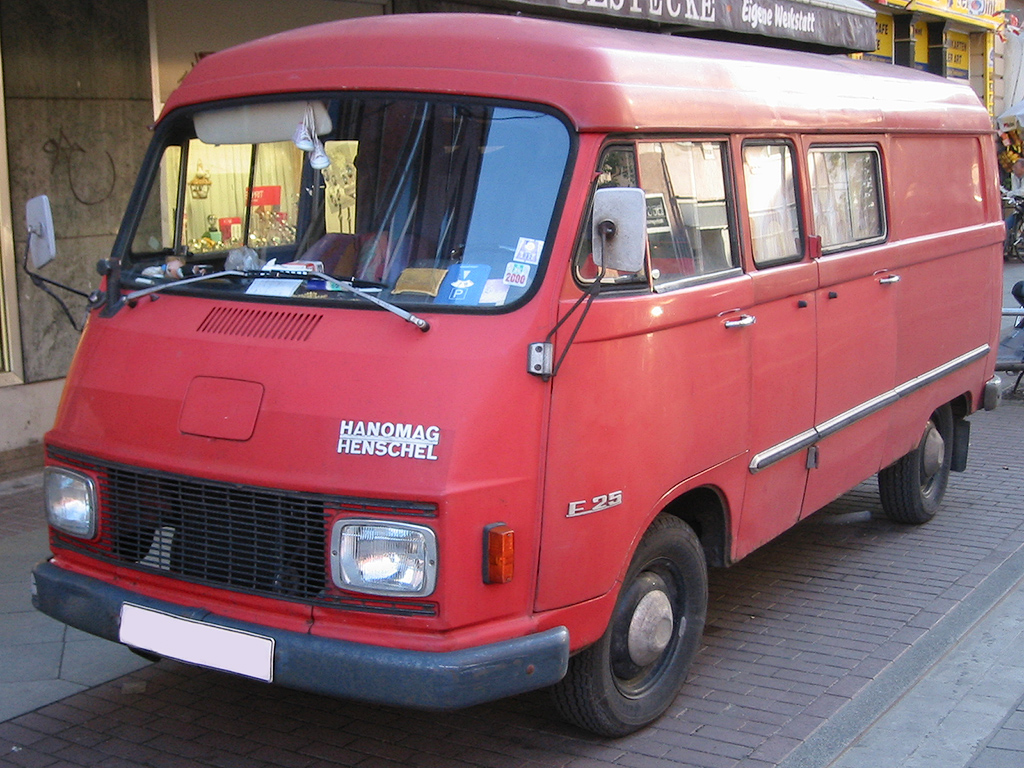
Hanomag-Henschel F25

Tempo-Werke est repris par Hanomag en 1955 qui, en 1959, est racheté par le groupe Rheinstahl. En 1965, Oscar Vidal cède ses dernières parts de l'entreprise au groupe Rheinstahl et la marque Tempo disparaît. Au sein du groupe Rheinstahl, l'entreprise est intégrée dans Hanomag et les véhicules produits sont commercialisés sous la marque Hanomag. De 1967 à 1970, les véhicules sont vendus sous la marque « Hanomag-Henschel ».
La camionnette de livraison Tempo a été développée pour devenir le « Harburger Transporter », initialement commercialisé sous les noms Hanomag F20, F25, F30 & F35. À partir de 1966, le Tempo Matador a été vendu sous la marque Rheinstahl-Hanomag. L'usine Tempo est devenue une entité de Hanomag-Henschel Fahrzeugwerke GmbH au 1er avril 1969, mais après sa faillite en 1970, la société est rachetée à moindre coût par Daimler-Benz AG en 1971.
En 1970, Hanomag-Henschel, et donc aussi Tempo, est déclaré en faillite et est racheté en 1971 par Daimler-Benz AG. Le nom Tempo va rester sur les fourgonnettes jusqu'en 1977 comme nom de modèle. De 1966 à 1977, tous les véhicules produits par Tempo ont été vendus sous différentes marques : Hanomag, Rheinstahl-Hanomag, Hanomag-Henschel et enfin Mercedes-Benz.
Mercedes a continué à fabriquer le "Harburger Transporter" avec un essieu rigide avec ressorts à lames à l'arrière (au lieu de bras oscillants et ressorts hélicoïdaux comme le L206D / 306D) avec un moteur diesel Mercedes ou L 207/307 avec moteurs essence Austin Motor Co., jusqu'en 1978.

## Les modèles Tempo

### Les premiers tricycles

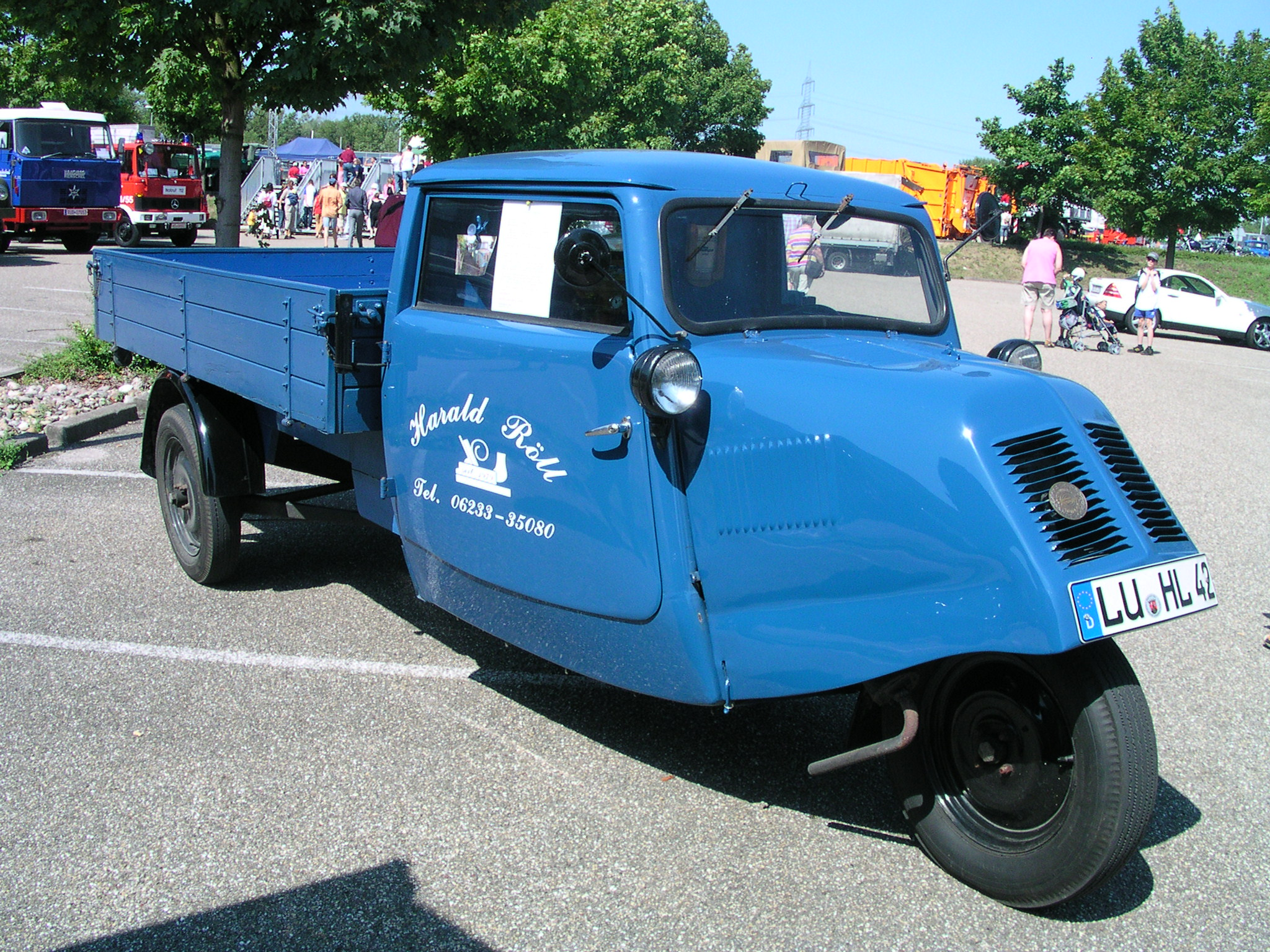
Tempo A 400

Les premiers tricycles Tempo T1 ont été créés à partir d'un mélange de moto et d'un plateau, qui se trouvait devant le conducteur. Dans le développement ultérieur, le poste de conduite a été déplacé à l'avant. Les tricycles Tempo étaient équipés de moteurs Otto monocylindre ou bicylindre à deux temps. En 1938, le Tempo A de 400 cm3 développait 12 ch. Le moteur entraînait la roue avant par l'intermédiaire d'une chaîne.

### Véhicule tout-terrain

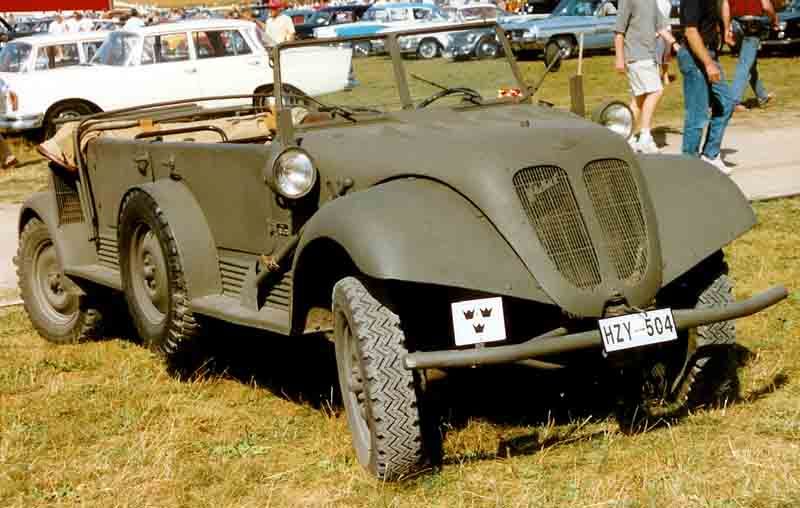
Tempo 4x4 G.1200

Le SUV Tempo G.1200 a été produit de 1936 à 1944. En 1936, Otto Daus a développé ce véhicule tout-terrain pour Tempo avec deux moteurs, un à l'avant et un à l'arrière, avec quatre roues motrices. Les moteurs à deux temps développaient chacun 19 ch et entraînaient chacun un essieu.

### Tempo Matador et Tempo Wiking

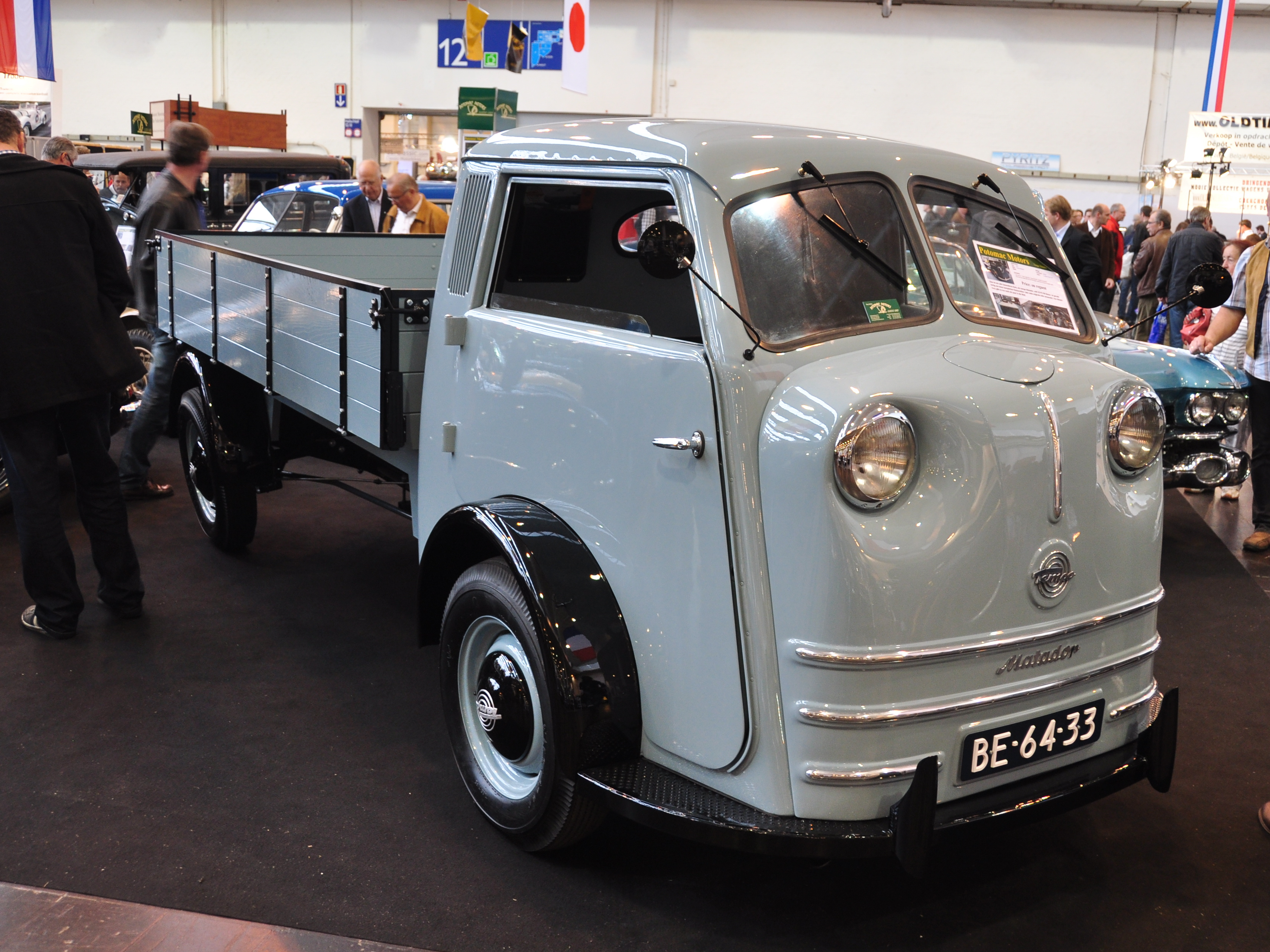
Tempo Matador 1re série 1950

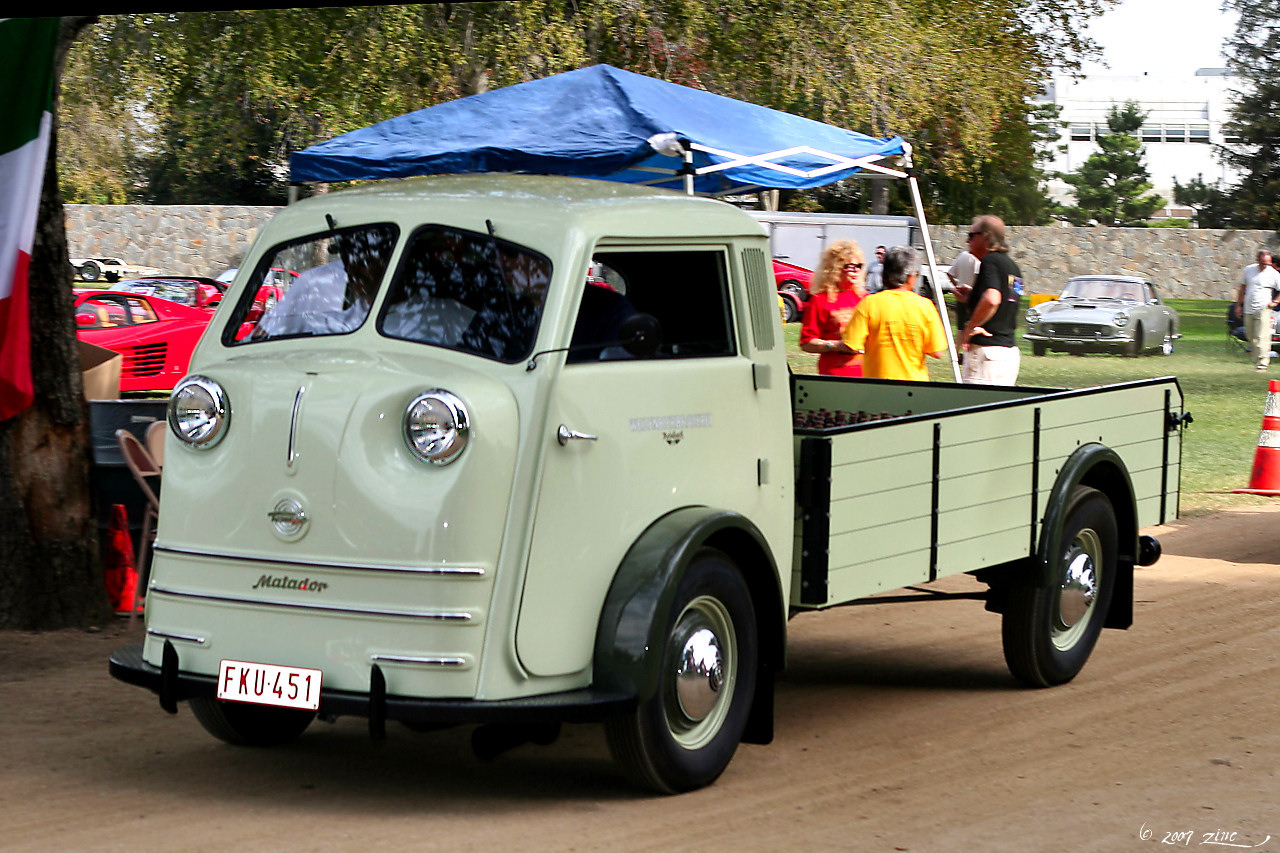
Tempo Matador

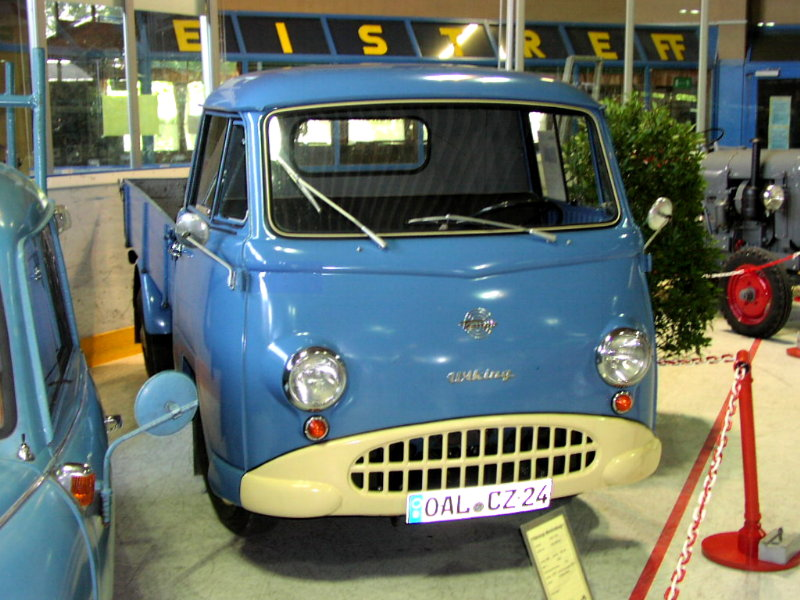
Tempo Wiking par Heinkel-Motor (1955–1963)

Peu après que Tempo ait lancé ses modèles à quatre roues Matador et Wiking, Volkswagen a présenté le LT1, le concurrent direct et assez similaire du Matador.
Le premier Matador de 1949, dont l'avant était comparé au visage d'un boxeur, était propulsé par un moteur VW de 25 chevaux fourni directement par VW. Tempo n'a jamais réussi à conclure un contrat de fourniture à long terme avec le directeur général de VW, Heinz Nordhoff. En 1952, VW arrête brutalement la livraison du moteur. Le Matador est alors équipé d'un moteur à deux temps de 672 cm3 ou d'un moteur à quatre temps de 1 092 cm3 de 34 ch, deux moteurs Müller d'Andernach.
En 1953, Tempo présente le Wiking, une camionnette de 3/4 tonne avec une charge utile allant jusqu'à 850 kg, équipé d'un moteur Heinkel à deux temps 17 ch (13 kW) de 452 cm3. Le Wiking a été produit jusqu'en 1955.
En 1957, Tempo présente le Rapid, un minibus basé sur le Wiking, fabriqué de 1957 à 1963. Le Rapid était propulsé par un moteur de 948 cm3 développant 34 ch, fourni par Austin Motor Co..

## Production sous licence à l'étranger

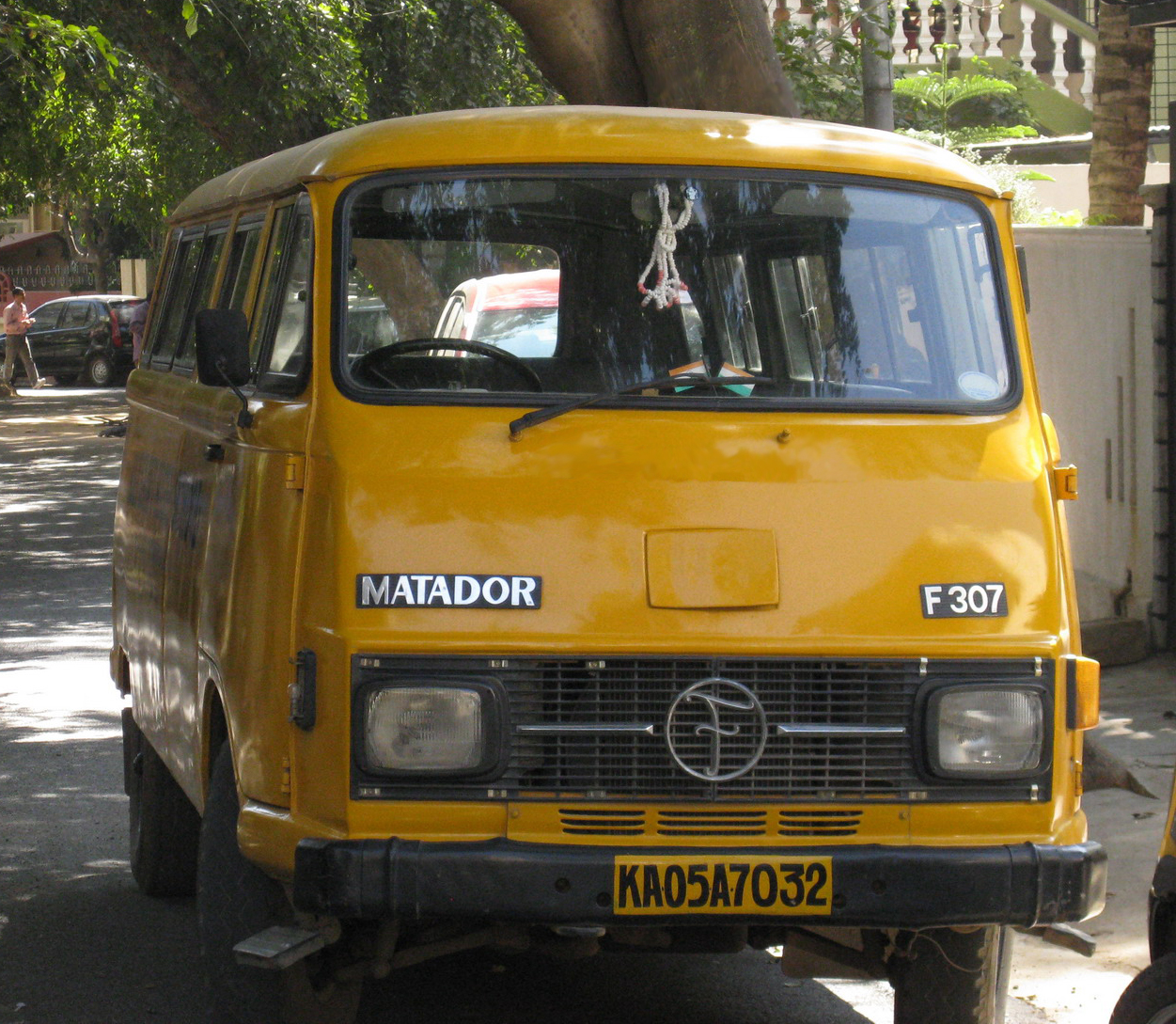
Tempo Matador F307 produit par Bajaj Tempo jusqu'en 1986. Bajaj Tempo a été renommée Force Motors en 2005

- Espagne - Tempo Onieva, racheté plus tard par Barreiros, a fabriqué des fourgonnettes et des camions légers Tempo Viking équipés de moteurs diesel Barreiros. En 1952, la société Industrias Motorizadas Onieva est créée à Madrid pour produire des motos de la marque R.O.A.. En 1961, ROA signe un accord avec la société allemande "Vidal & Sohn Tempo GmbH" de Hambourg pour fabriquer sous licence les fourgons Tempo en Espagne, à travers une nouvelle société Tempo Onieva SA, détenue à parts égales par Industrias Motorizadas Onieva SA, Barreiros Diesel SA et Rheinstahl Hanomag, propriétaire de Tempo. Barreiros avait signé un important accord de licence avec Rheinstahl Hanomag en 1958 pour la fabrication de tracteurs agricoles.

Les nouveaux fourgons cargo Tempo de 1,5 t avaient un châssis tubulaire et disposaient de la traction avant. Ils étaient équipés d'un moteur diesel léger Barreiros de 55 ch. Il s'agissait des premiers fourgons, sur le marché espagnol, équipés d'un moteur diesel. leur succès a permis une production totale de plus de 4 000 exemplaires durant les quatre années de production.
En 1963, la société a été rebaptisée Tempo Ibérica SA, en 1967, elle sera absorbée par Barreiros Diesel, cessant ses activités.
- Uruguay - Les modèles Tempo Viking et Matador ont été fabriqués par Germania Motors,
- Royaume-Uni - À partir de 1958, Jensen Motors a fabriqué le Tempo Matador, connu sous le nom de Matador 1500 ou Jensen Front Wheel Drive,
- Inde - le "Tempo Hanseat" a été fabriqué par Bajaj Tempo sous le nom de Bajaj Tempo Hanseat de 1951 à 2000. L'entreprise a été renommée Force Motors en 2005[3]. En 1951, Bachraj Trading Ltd débute la fabrication sous licence du tricycle Tempo "Hanseat". En 1958, la société Bajaj Tempo Motors est créée avec une participation de 26 % de Tempo-Werke, et lance la production du Matador. En 1968, le groupe Firodia Ltd, premier constructeur automobile indien de fourgons, rachète Bajaj Tempo qui est renommé Force Motors en 2005. Les Tempo Hanseat et Matador ont été extrêmement populaires en Inde où ils ont été utilisés pour le transport de marchandises.

## Productions Tempo

### Années 1928 - 1943
| Modèle           | Années fabrication | Quantité |
| ---------------- | ------------------ | -------- |
| T 1              | 1928–1930          | 264      |
| T 2              | 1928–1930          | 41       |
| T 6              | 1929–1935          | 3.596    |
| T 10             | 1930–1936          | 840      |
| Pony             | 1932–1936          | 529      |
| Front 6          | 1933–1935          | 6.100    |
| Front 10         | 1933–1935          | 607      |
| Front 7 (D 200)  | 1934–1936          | 1.150    |
| Front 14 (D 400) | 1934–1936          | 2.633    |
| V.600            | 1935–1936          | 823      |
| E 200            | 1936–1937          | 9.600    |
| E 400            | 1936–1937          | 3.311    |
| E.600            | 1936–1937          | 1.947    |
| G.1200 / T.1200  | 1936–1943          | 1.253    |
| A 200            | 1938–1940          | 6.294    |
| A 400            | 1938–1940          | 36.790   |
| A.600            | 1938–1943          | 11.479   |

### Années 1949–1966
| Modèle            | Années production | Quantité |
| ----------------- | ----------------- | -------- |
| Matador 49        | 1949–1950         | 99       |
| Hanseat           | 1949–1956         | 37.131   |
| Matador 50        | 1950–1952         | 13.521   |
| Boy               | 1950–1956         | 5.950    |
| Matador 1000      | 1952–1955         | 4.923    |
| Matador 1400      | 1952–1955         | 5.724    |
| Wiking            | 1953–1955         | 12.590   |
| Land Rover        | 1952–1957         | 278      |
| Matador 56        | 1955–1957         | 1.959    |
| Wiking 1          | 1955–1963         | 16.533   |
| (Wiking) Rapid    | 1957–1963         | 21.454   |
| Matador A50       | 1957–1963         | 13.327   |
| Matador 1,5 t.    | 1958–1963         | 6.285    |
| Matador E 1,0 t.  | 1963–1966         | 21.368   |
| Matador E 1,3 t.  | 1963–1966         | 11.743   |
| Matador E 1,6 t.  | 1963–1966         | 14.000   |
| Athlet Hubwagen   | 1965–1966         | 16       |
| Matador E 1,75 t. | 1966              | 182      |
| Matador E 2,5 t.  | 1966              | 69       |
| Matador E         | Nov. – Déc. 1966  | 2.009    |
| Athlet Zugkopf    | Déc. 1966         | 1        |

## Autres modèles Tempo

### Voitures
- 2/3 Sitzer front 6-14 = 1934-1935
- Kombinationswagen (400, 600) = 1935-1940
- Kleinwagen A = 1955
- Kleinwagen B = 1956
- Kleinwagen Y = 1957

### sous la marque Hanomag

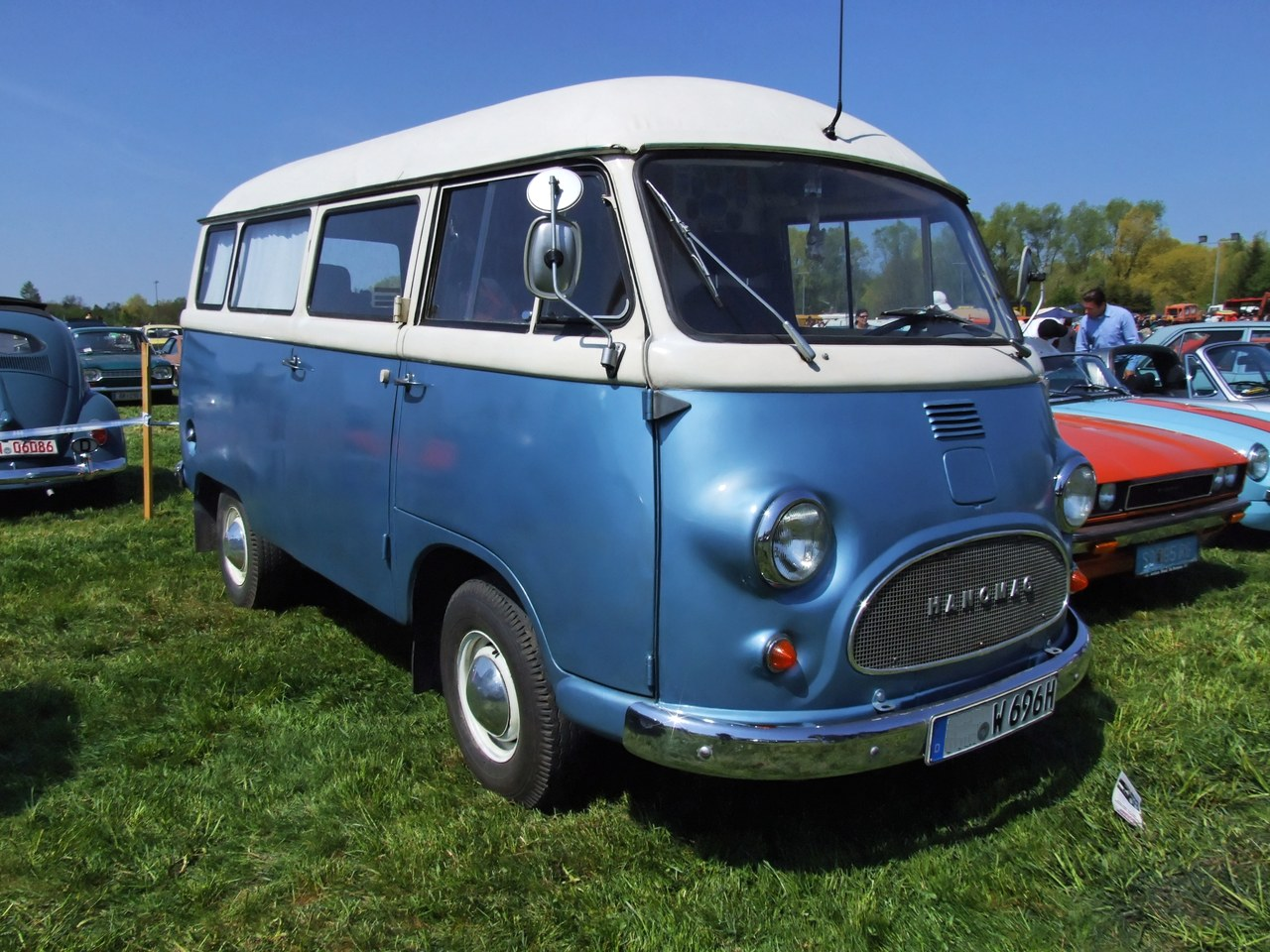
Hanomag Matador E (1966)

- Athlet, Matador E / Mayor = 1966-1967
- F20 à 36 = 1967-1975 (en Inde Bajaj Tempo Matador)

### sous la marque Daimler-Benz
- L206-L206D-L207-L307 = 1971-1978